# David Abercromby
David Abercromby foi um médico e escritor escocês do século XVII, provavelmente morto em 1702.  Educado em Douai como católico pelos jesuítas, foi convertido ao protestantismo em 1682. Chegou a abjurar o papado, e publicar Protestancy proved Safer than Popery (1686).

## Obras
Sua reputação médica esteve baseada em seu Tuta ac efficax luis venereae saepe absque mercurio ac semper absque salivatione mercuriali curando methodus (1684), que foi traduzido para o francês, neerlandês e alemão. Outros dois trabalhos seus são: De Pulsus Variatione (1685), e Ars explorandi medicas facultates plantarum ex solo sapore (1688); Seu Opuscula foram coletados em 1687. Estes escritos profissionais tiveram um lugar de destaque na Bibliotheca Medicinae Practicae (1779) de Albrecht von Haller.
Abercromby também escreveu alguns livros de teologia e filosofia, polêmicos em seu tempo, mas pouco lembrados nos dias atuais. Porém, a mais notável de suas produções é A Discourse of Wit (1685), que contém algumas das mais características opiniões metafísicas da filosofia escocesa do senso comum. Seguiram-se após, Academia Scientiarum (1687), e A Moral Discourse of the Power of Interest (1690), dedicado a Robert Boyle, patrono de Abercromby na década de 1680. Mais tarde escreveu Reasons Why A Protestant Should not Turn Papist (1687), que tem sido muitas vezes erroneamente atribuído a Boyle. A Short Account of Scots Divines, por ele, foi impresso em Edimburgo, em 1833, editado por James Maidment.

## Leituras adicionais
- Edward Davis (1994). «The Anonymous Works of Robert Boyle and the Reasons Why a Protestant Should not Turn Papist (1687)». Journal of the History of Ideas. 55 (4): 611–29. JSTOR 2709925. doi:10.2307/2709925